# Папський палац (Авіньйон)

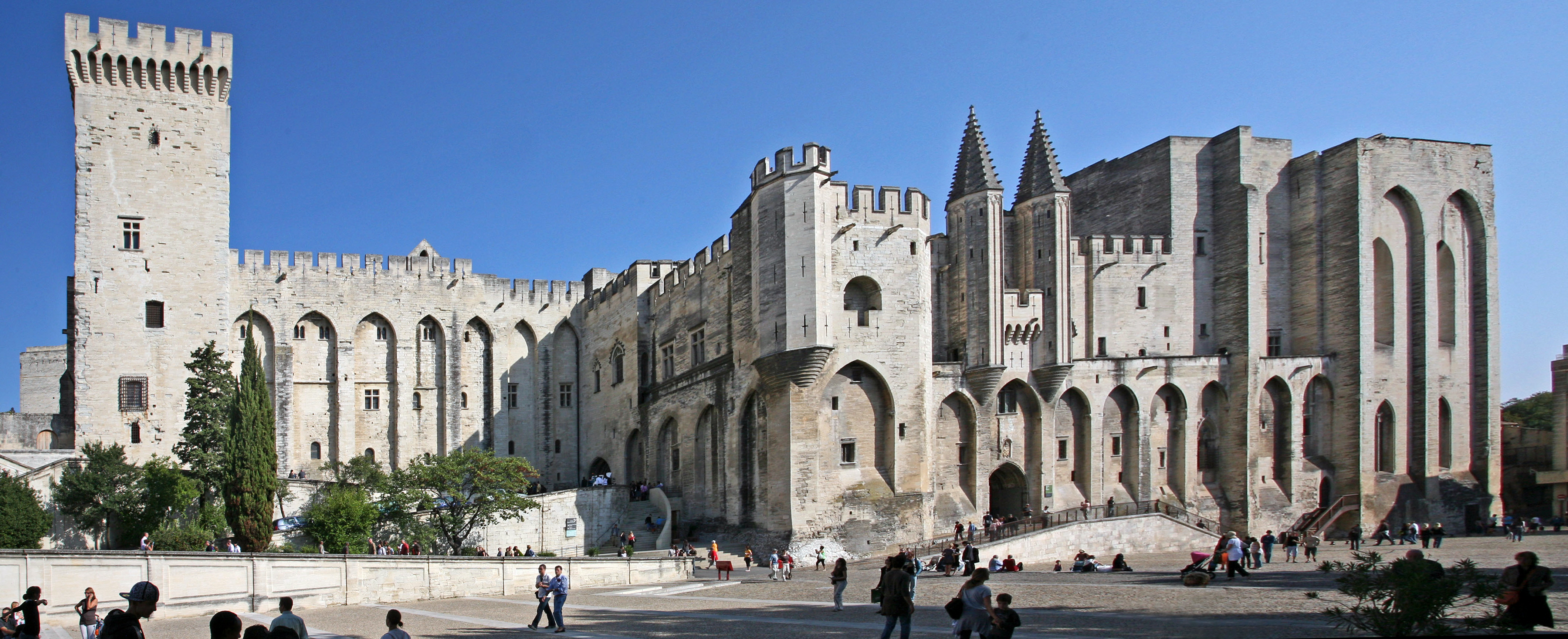
Папський палац в Авіньйоні

Папський палац в Авіньйоні — видатна пам'ятка французької архітектури, створена протягом XIV століття. Нині входить до десятки найвідвідуваніших пам'яток Франції.

## Історія міста
Протягом XIV ст. місто Авіньйон в південно-східній Франції стало папською резиденцією, у якій проживали сім пап. Саме час перебування папської столиці в Авіньйоні увійшов до світової історії, як —авіньйонський полон пап. Період авіньйонського полону був складним періодом в історії папства, в історії Франції і тогочасної європейської історії.
Та попри політичні та релігійні питання і негаразди, які були протягом перебування пап в Авіньйоні, цей період залишив значний слід в архітектурі міста. Варто зазначити, що місто є одним із найстаріших в Європі. Перші сліди поселень датуються на основі двох могил Кардільського періоду, а саме 3 тис. р. до н. е. Згодом протягом 2-го тис. тут створюються перші міста, які були розташовані на берегах річки Рони.

Герб Авіньойона

З 1309 року Авіньйон вступає в новий етап свого розвитку, коли сюди з Риму приїздить папа Климент V. Ось як можна його охарактеризувати після приїзду папи: «культурна, духовна, економічна і політична столиця християнства», він стає одним з найбільш населених і багатих міст в середньовічній Європі. Так Авіньйон став на деякий час другим після Парижа містом у Франції.

## Авіньйонські папи
- Климент V: 1305—1314 роки
- Іоанн XXII: 1316—1334 роки
- Бенедикт XII: 1334—1342 роки
- Климент VI: 1342—1352 роки
- Іннокентій VI : 1352—1362 роки
- Урбан V: 1362—1370 роки
- Григорій XI: 1370—1378 роки

## Видатна пам'ятка міста та Франції
Однією з найвідоміших архітектурних пам'яток цього французького міста є папський палац, який зведено в готичному стилі, що був тоді поширений в Західній Європі. 

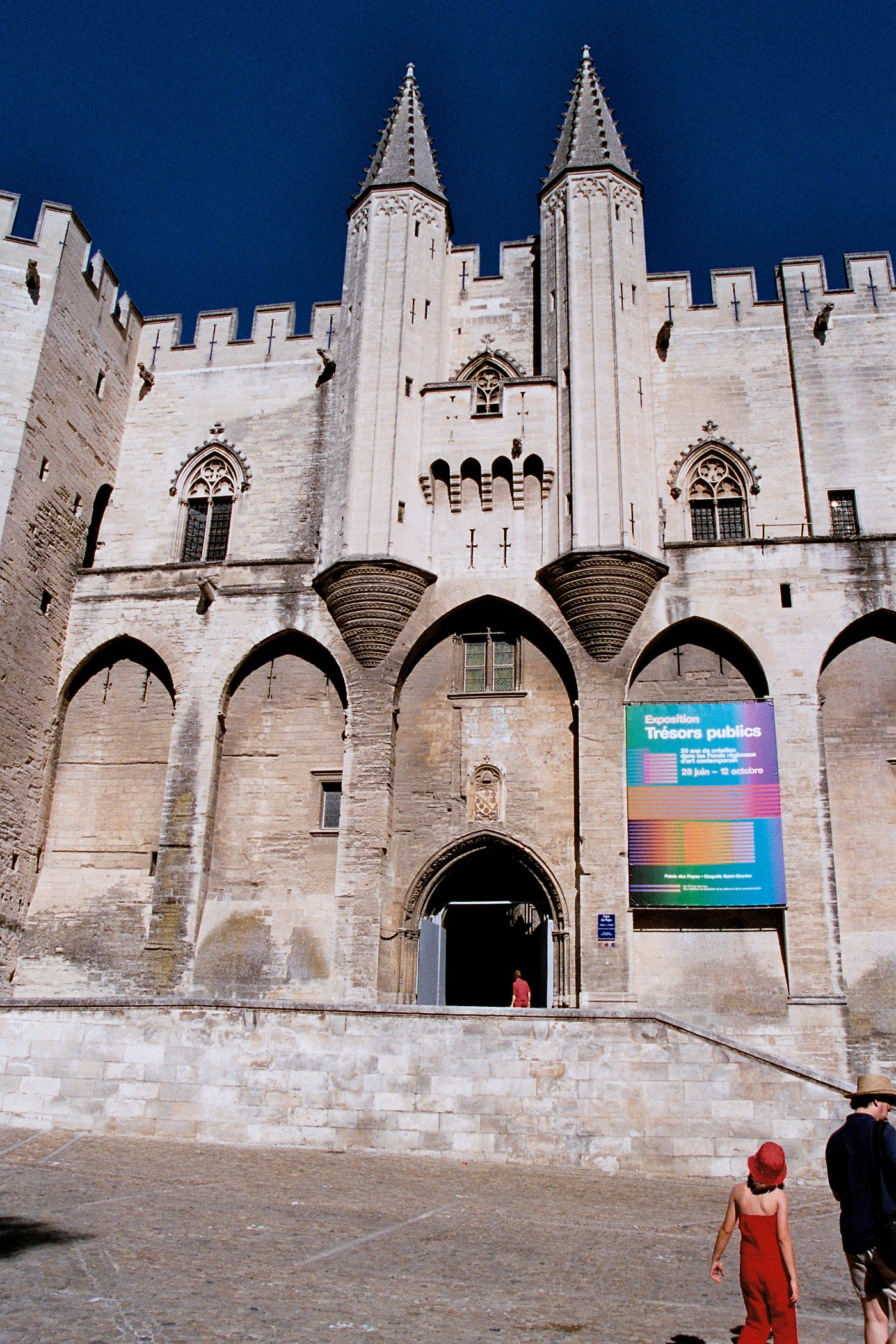
Папський палац 1335—1364 рр.

Палац почали будувати в 1334–1342 за часів папи Бенедикта XII, а в часи папи Климента VI в 1342–1352 його удосконалювали та добудовували. Проєкт старого плацу був створений на замовлення Бенедикта XII архітектором П'єром Пуассоном Мірепо. Характерно, що для оборони палацу було зведено могутні вежі. Палац водночас став церквою, палацом-резиденцією для пап та замком-фортецею.
Папа наказав знести старий єпископський палац, а на його місці звести більш високу та масивну будівлю з монастирем, могутніми стінами та внутрішнім двором, як в замках. Під час правління Климента VI, Інокентія VI і Урбана V палац-фортецю неодноразово перебудовували та змінювали, зводили нові будівлі. У 1355 році почали будували вал для захисту міста. Так само виріс Новий палац, в якому створили каплицю для проведення папських богослужінь. Згодом відбулась добудова ще двох башт за Інокентія VI, а в період правління Урбана V завершилось оформлення внутрішнього двору (який має назву «Суд Почесного легіону»). Замок, каплиця, зала конклаву були декоровані фресками, середньовічними килимами та гобеленами, готичними меблями, скульптурами і дерев'яними стелями.

## Подальша історія споруди
Папи покинули Авіньйон у 1377 році, коли ослабли політичні позиції французьких королів, що утримували пап в фактичному полоні. До того ж папи не бажали втрачати власних позицій в самій Італії.
Під час розколу в католицькій церкві Авіньйон став резиденцією антипап: Климента VII, Бенедикта XIII, що обрали місто своєю столицею, майже до 1408 р. Лише з 1433 р. авіньйонський палац було повернено у власність папи римського. Історія папського палацу зазнала грабежів і плюндрування, коли в 1789 р. під час французької революції палац розграбували радикально налаштовані громадяни, а в 1791 р. став місцем масових страт контрреволюціонерів. В добу Наполеона Бонапарта колишній палац пап цинічно використовували як військові казарми та тюрми. Напевно, це був один із найстрашніших періодів у житті палацу. А саме, коли в країні були антирелігійні настрої, інтер'єр палацу, виконаний з різьбленого дерева, був розібраний для будівництва стаєнь, а фрески — зафарбовані.

## Сучасний стан палацу

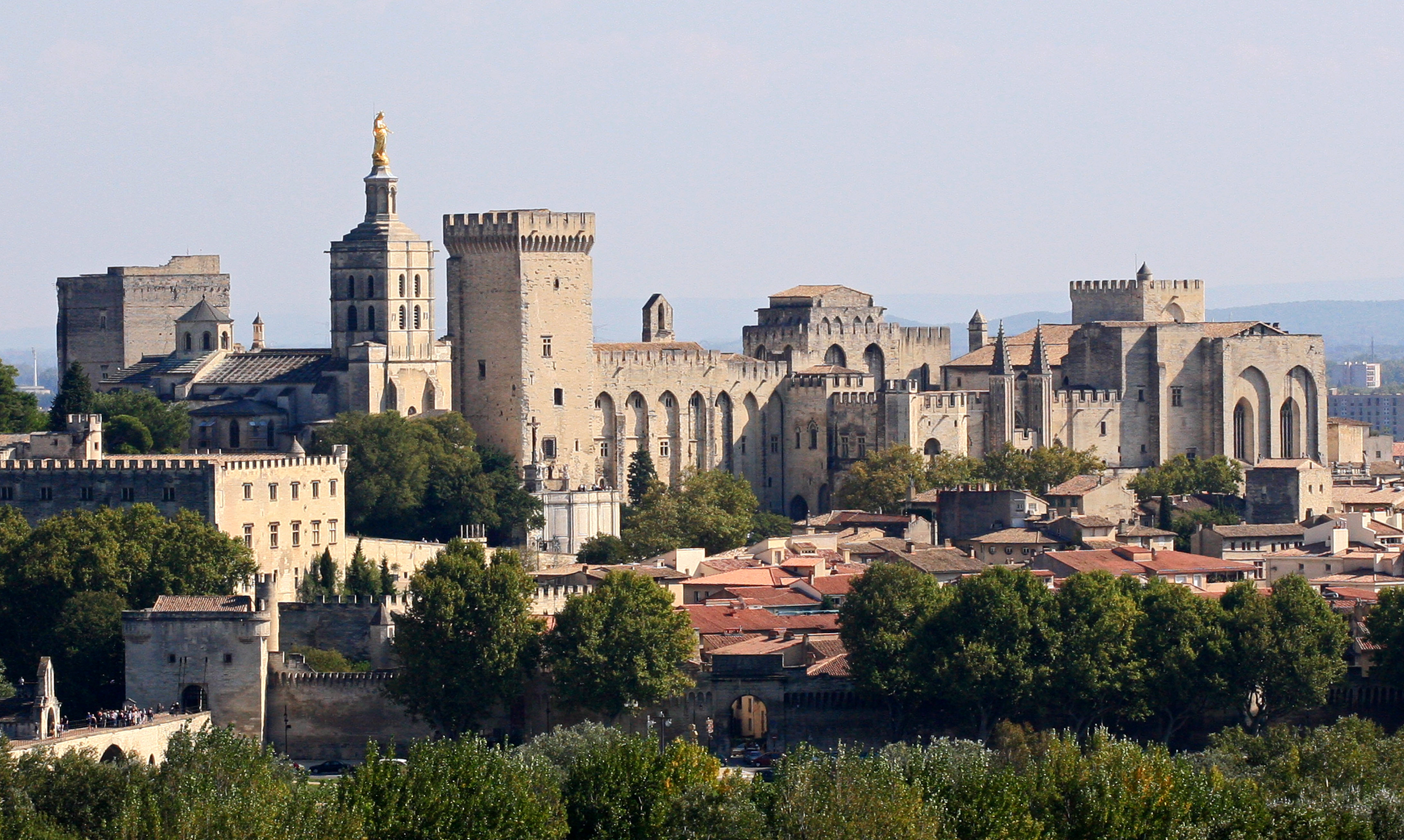
Загальний вигляд палацу пап в Авіньйоні, фото

Зміни прийшли на початку XX ст. У 1906 р. французька влада відреставрувала папський палац і створила в ньому національний музей. Сьогодні більша частина палацу відкрита для туристів. Увагу туристів привертають приватні апартаменти пап; середньовічні фрески Маттео Джованетті та більше двадцяти залів. Варто відзначити, що протягом року тут відбуваються різноманітні культурні заходи. Зокрема, щорічний театральний фестиваль, який проводиться на відкритих підмостках у відкритому дворі колишнього Папського палацу, відповідно сам двір стає і сценічним майданчиком, і глядацькою залою. Завіси та декорації зазвичай відсутні. Відбуваються також тематичні виставки, наукові, тематичні візити, концерти. Крім того тут розташовано великий конференц-центр і архів департаменту Воклюз. Адже, розміри палацу є значними (загальна площа 15000 кв. м). Особливістю Папського палацу є те, що він разом із іншими будівлями Авіньйона входить до списку Світової спадщини ЮНЕСКО.
За статистикою історичну пам'ятку відвідують понад 650 тисяч туристів в рік. Також Папський палац в Авіньйоні входить до десяти найвідвідуваніших пам'яток Франції.